# Institut international de droit humanitaire
L’Institut international de droit humanitaire est une organisation humanitaire indépendante et non lucrative fondée en 1970. Il est situé dans la Villa Ormond, à San Remo, en Italie. Un bureau de liaison de l’Institut est établi à Genève, en Suisse. 
La principale tâche de l’Institut est de promouvoir le développement du droit international humanitaire, les droits de l’homme, le droit des réfugiés, le droit de la migration et d’autres domaines de ce genre. Grâce à son expérience spécifique et ancienne, l’Institut a gagné une réputation internationale comme centre d’excellence dans le domaine de la formation, de la recherche et de la dissémination de tous les aspects du droit international humanitaire. Étant donné les buts qu’il poursuit, l’Institut travaille en collaboration étroite avec les plus importantes organisations internationales, notamment le Comité international de la Croix-Rouge (CICR), le Haut Commissariat des Nations unies pour les réfugiés (HCR), et l’Organisation internationale pour les migrations (OIM). Il entretient des relations actives avec l’Union européenne, l'UNESCO, l’OTAN, l’Organisation internationale de la francophonie), et la Fédération internationale des Sociétés de la Croix-Rouge et du Croissant-Rouge. Il a un statut consultatif auprès des Nations unies (ECOSOC) et du Conseil de l’Europe.

## Organisation
L'Institut est composé de plus de 200 membres de différentes nationalités. Conformément aux Statuts de l'Institut, ces personnes se sont particulièrement distinguées par leurs compétences ou leurs activités dans les domaines qui intéressent spécialement l'Institut. Des Institutions contribuant significativement au travail de l'Institut sont aussi susceptibles de devenir membres. L'Assemblée générale établit et guide la politique générale de l'Institut.
Le Conseil, qui est élu par l'Assemblée générale, surveille la gestion de l'Institut et détermine le programme d'activités. Il élit le Président et les Vice-Présidents, et il nomme le Secrétaire général et le Trésorier.
Depuis septembre 2023, le Général de corps d'armée (retraité) Giorgio Battisti, ancien commandant général du Commandement de la formation et de la doctrine de l'armée italienne, est Président de l'Institut. Le Professeur Fausto Pocar (Italie), ancien Président du Tribunal pénal international pour l'ex-Yougoslavie et Président de l'Institut de 2012 au 2019 est le Président Honoraire.  

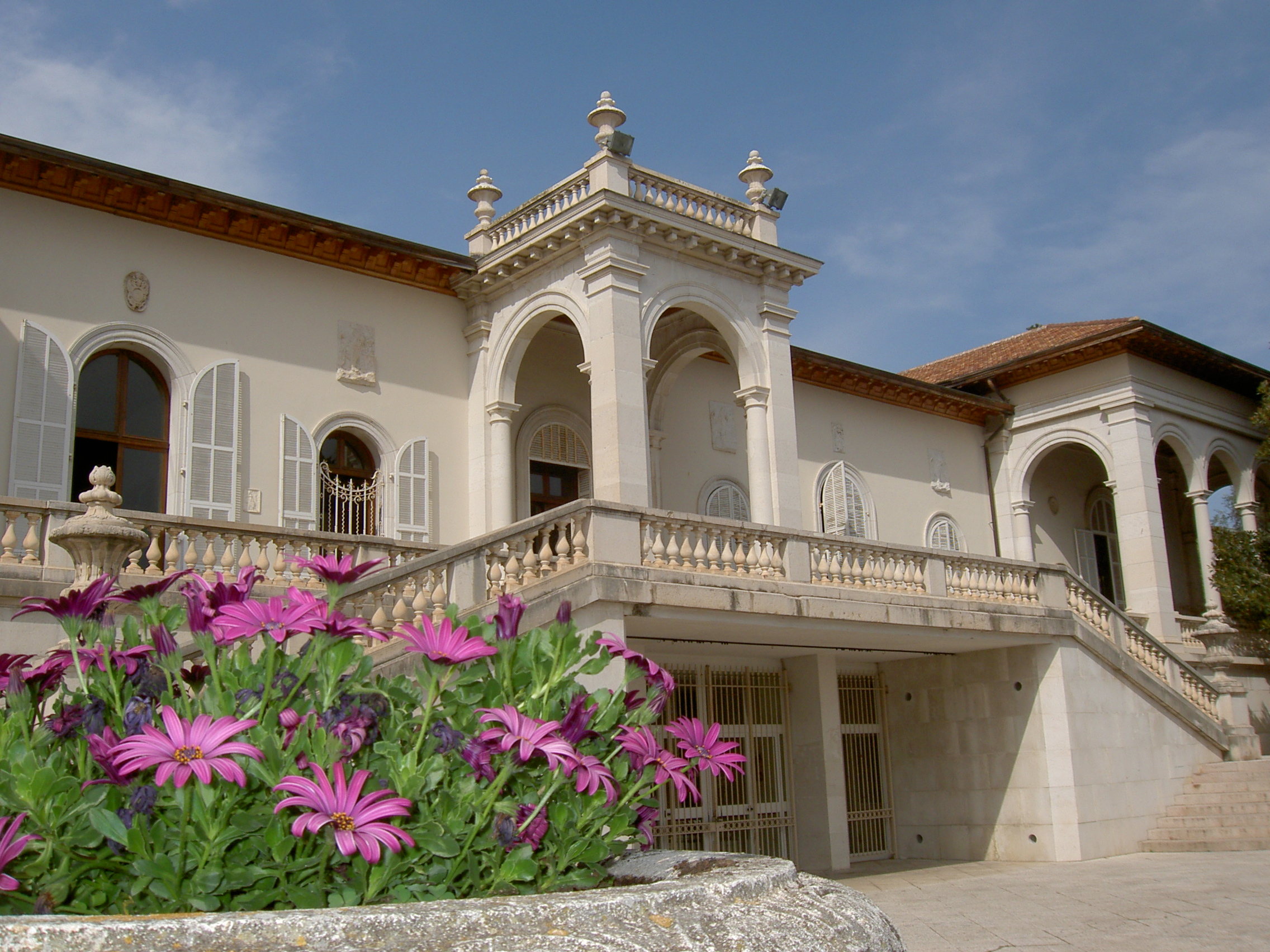
La Villa Ormond, siège de l'Institut à San Remo en Italie

Parmi les membres de l'Institut, on trouve d'éminentes personnalités issus de cercles diplomatiques, militaires, des organisations internationales et des experts de droit international humanitaire : 
- Ambassadeur Marja LEHTO (Finlande), Ambassadeur, Expert principal en droit international, Ministère des Affaires étrangères (Vice-Président)
- Général de brigade (retraité) Jan Peter SPIJK (Pays-Bas), Président honoraire, Société internationale de droit militaire et de droit de la guerre (Vice-Président)
- Colonel Carl MARCHAND (Suisse), Chef de la section du droit international humanitaire et des droits de l'homme, Forces armées suisses (Vice-Président)
- Dr. Vidar BIRKELAND (Norvège), avocat/médecin (MD) ; conseiller spécial, Statnett SF
- Professeur Michael BOTHE (Allemagne), Professeur émérite, Université J.W. Goethe, Francfort/Main
- Professeur Geoffrey S. CORN (États-Unis), titulaire de la chaire de droit pénal et directeur du Centre de droit militaire et de politique, Faculté de droit de l'Université Texas Tech
- Général de brigadeKarl EDLINGER (Autriche), Conseiller juridique, Forces armées autrichiennes
- Professeur Chris JENKS (États-Unis), conseiller principal en droit international humanitaire auprès du juge-avocat général de l'armée américaine
- Professeur Nils MELZER (Suisse), Directeur du droit international, de la politique et de la diplomatie humanitaire, CICR ; Chaire de droits de l'homme, Académie de droit international humanitaire et de droits de l'homme de Genève
- Professeur Marco PEDRAZZI (Italie), professeur titulaire de droit international, Université de Milan
- Général de brigade Darren STEWART OBE (Royaume-Uni), rédacteur général du manuel du droit des conflits armés du service interarmées du Royaume-Uni ; Centre de développement, de concepts et de doctrine, ministère de la défense du Royaume-Uni
- Professeur Bakhtiyar TUZMUKHAMEDOV (Russie), vice-président de l'Association russe de droit international
- Professeur Gabriella VENTURINI (Italie), Professeur émérite, Université de Milan
- John YOUNG (États-Unis), responsable de l'apprentissage et du développement en matière de protection, Centre mondial d'apprentissage et de développement du HCR, Budapest

La Municipalité de San Remo et la Croix-Rouge italienne sont des membres ex officio du Conseil de l'Institut. 
Depuis septembre 2023, le Dr. Gian Luca Beruto est Secrétaire Général.

## Activités
Les principales activités de l'Institut se déploient dans les domaines suivants :

### Formation du personnel civil et militaire
Chaque année, l'Institut organise des cours d'introduction ainsi que des cours de haut niveau dans le domaine du droit international humanitaire, les droits de l'homme, le droit des réfugiés et le droit de la migration à l'intention des personnels militaire, des fonctionnaires gouvernements, des diplomates, des expertes, des représentants d'organisations non-gouvernementales, et des étudiants, tous en provenance du monde entier. Ces cours, qui sont organisés en collaboration avec les institutions internationales et les pays concernés, sont enseignés dans différentes langues (français, anglais, espagnol, arabe, chinois et russe) par des enseignants spécialisés de différentes nationalités, et utilisant une approche à la fois interactive et multidisciplinaire.

### Organisation de conférences, d'ateliers et de tables rondes
Ces événements sont particulièrement appréciés par la communauté internationale car ils offrent l'occasion de mener des dialogues et des débats périodiques sur des sujets relatifs au droit international humanitaire, aux droits de l'homme et à d'autres problématiques liées. Ils encouragent les membres issus de cercles scientifiques, militaires, diplomatiques et institutionnels du monde entier à se rencontrer de manière informelle pour examiner les questions les plus brûlantes qui touchent à la promotion, au respect et au développement du droit international humanitaire avec le regard tourné vers le futur. Presque quarante années de rencontres et d'activité académique intense portant sur les principales problématiques du droit humanitaire, sous les auspices de l'Institut, ont développé ce qui est aujourd'hui universellement reconnu comme « le dialogue humanitaire dans l'esprit de San Remo ».

### Recherche et publications
L'Institut est devenu de plus en plus impliqué dans des activités de recherche, d'étude et d'analyse. Il publie des textes, des essais et des monographies qui visent à contribuer à la sensibilisation des consciences aux questions relatives au droit international humanitaire et ses différents aspects.
Le manuel de San Remo sur le droit international applicable aux conflits armés en mer, qui a été élaboré entre 1988 et 1994, reste le manuel le plus consulté dans les académies navales du monde entier, et est considéré comme un travail de référence de réputation mondiale.[réf. nécessaire]
Le Manuel sur le droit des conflits non-internationaux, qui a été publié en mars 2006, est le dernier manuel produit par l'Institut. Il reflète les développements enregistrés dans le domaine de la codification du droit humanitaire, dans une époque où les conflits trop souvent diffèrent tous des formes classiques de guerre menées par les États qui sont liés par les Conventions de la Haye et les Protocoles de Genève.
Depuis dix ans, l'Institut publie continuellement des séries de publications dédiées aux actes de ses principales Tables rondes. Il distribue par ailleurs tous les deux mois une lettre d'information (newsletter).